# Forme (linguistique)
Pour les articles homonymes, voir Forme.
En morphologie, entendue comme branche de la linguistique, on distingue ─ au sein des langues flexionnelles ─ les multiples formes que peuvent prendre les lemmes au cours de la flexion. Toutes les formes d'un lemme donné forment son ou ses paradigmes. 
Par exemple, étant donné le lemme aller, on dira que le paradigme de ce verbe au présent de l'indicatif est le suivant : vais, vas, va, allons, allez et vont. Le même lemme d'autres paradigmes, dont celui de l'imparfait du subjonctif, constitué de : allasse, allasses, allât, allassions, allassiez, allassent. Ainsi, vais ou allassions sont différentes formes du même lemme aller.
- Ne pas confondre avec le mot-forme.

Dans l'acception saussurienne, le terme « forme » (découpage spécifique opéré sur cette masse amorphe et issu du système de signes) est synonyme de « structure » et s'oppose à « substance » (réalité sémantique ou phonique - masse non structurée)